# Алиев, Рагиб Сеидага оглы
Рагиб Сеидага оглы Алиев (азерб. Rahib Seyidağa oğlu Əliyev; 12 июля 1945, Баку — 28 марта 2024) — советский и азербайджанский актёр театра и кино, заслуженный артист Азербайджана (2006).

## Биография
Рагиб Алиев родился 12 июля 1945 года в городе Баку. Рагиб Алиев с раннего возраста выступал в качестве актёра в народных театральных постановках, в конце 1950 годов являлся актёром Театральных кружков, где сыграл множество запоминающихся образов.
С 1965 по 1969 год учился на факультете актёрства драматического кино Азербайджанского государственного театрального института имени М. А. Алиева (ныне Азербайджанский государственный университет культуры и искусств). Ещё во время учёбы в институте, в 1967 году, его пригласили в Азербайджанский театр юного зрителя, где работал до последних дней жизни. Рагиб Алиев официально начал свою  актёрскую карьеру с 18 сентября 1968 года.
Скончался 28 марта 2024 года на 79-м году жизни.

## Театральная деятельность
Рагибом Алиевым на сцене Театра юного зрителя создано более 70 уникальных образов .
- Марконе («Овод», Этель Лилиан Войнич)
- Фарзали-бек («Насреддин», Юсиф Азимзаде)
- Шейх («Комсомол», Искендер Джошгун)
- Везир («Прощай, Индия», Гейбулла Расулов)
- Мухаммед («Бакинские  комиссары», Искендер Джошгун)
- Кази («Школа в деревне Данабаш», Джалил Мамедкулизаде)
- Бекдемиров («Ширинбала собирает мед», Салам Гадирзаде)
- Бек («Чернушка», Сулейман Сани Ахундов, Абдулла Шаиг)
- Джаби («Хаджи Гамбар», Наджаф-бек Везиров)
- Везир («Таинственный мельник», Фируз Мамедов)
- Ашуг («На дороге», Гусейн Ариф)
- Мирза Салман («Махмуд и Мариам», Эльчин Эфендиев)
- Военный в форме, директор школы («Мой голубь», Тамара Велиева)
- Бабашов («Будь здоров», Иса Меликзаде)
- Лиса («Мои цыплята», Тофик Муталибов)
- Дедушка («Откройся, фиалка, откройся», Искендер Джошгун)
- Исмаил («Случившаяся история», Агшин Бабаев)
- Молла Асадулла («Белый верблюд», Эльчин Эфендиев)
- Молла Худаверди, Керемали («Хаджи Гара», Мирза Фатали Ахундов)
- Бекир Эниште («Мустафа», Орхан Асена)
- Фараджов («Ты всегда со мной», Ильяс Эфендиев)
- Арамис Ашотович («Боль памяти», Гусейнбала Мирелемов)
- Везир («Молла Насреддин и слоны Эмира Тимура», Эдждер Ол)
- Анжело («Комедия ошибок», Уильям Шекспир)
- Рагим («Колдунья Пери», Абдуррагим-бек Ахвердов)
- Старик («Любовь — это беда», Ахмед Оруджоглу)
- Шейх Абузар («Шейх Сенан», Гусейн Джавид)
- Мистер Саурберин («Приключения Оливера Твиста», Чарльз Диккенс)
- Отец, Ибрагим («Конь смерти», Вагиф Алиханлы)
- Кази («Мусье Жордан и дервиш Масталишах», М. Ф. Ахундов)
- Мэр («Ричард III», Уильям Шекспир)
- Писатель («Наследие»,  Гусейнбала Мирелемов)
- Молла Гасым («Когда уходит рассвет», Ифтихар Пириев)

## Фильмография
1. Звезды не гаснут (фильм, 1971)
2. Хочу понять (фильм, 1980)
3. Дорожное происшествие (фильм, 1980)
4. Живи, золотая рыбка (фильм, 1988)
5. Мерзавец (фильм, 1988)
6. День преступления (фильм, 1990)
7. Крик (фильм, 1993)
8. Щенок (фильм, 1994)
9. Как прекрасен этот мир... (фильм, 1999)
10. Расстрел откладывается (фильм, 2002)
11. Правда мгновения (фильм, 2003)
12. Новая жизнь (фильм, 2005)
13. Проверка (фильм, 2006)
14. Мы вернемся (фильм, 2007)
15. Выдающийся (фильм, 2008)
16. Жизнь Джавида (фильм, 2007)
17. Человек (фильм, 2010)
18. История адвокатов защиты (фильм, 2010)
19. Последняя остановка (фильм, 2014)

## Награды
На протяжении творческой деятельности удостоен множества почётных грамот, наград и нагрудных знаков. За вклад в развитие азербайджанского театрального искусства, в 2006 году, он был награждён почётным званием «Заслуженного артиста Азербайджанской Республики». Также был удостоен Президентской Премии в 2011, 2013, 2014, 2015, 2016, 2017, 2018 годах.
В марте 2015 года награждён медалью «Деятель искусства» («Sənətkar») учрежденной Союзом театральных деятелей Азербайджана.
В 2015 году в Театре юного зрителя был отмечен 70-летний юбилей Рагиба Алиева.
10 декабря 2018 года он был награждён медалью «Прогресс» в связи с 90-летием Азербайджанского государственного театра юного зрителя и за вклад в развитие театрального искусства в Азербайджане.